# 박용수 (격투기 선수)

박용수(1981년 5월 29일 ~ )는 대한민국의 전 태권도 선수, 킥복싱 선수다. 태권도 국가대표 상비군 출신으로 2006년에 K-1으로 전향했다. 키 198cm에 몸무게 105kg의 좋은 체격 조건을 가지고 있으며, 소속팀은 칸짐이다.

## 격투 전적
- 13전 4승 9패

| 경기일자         | 상대                  | 결과 | 내용                | 대회                                    |
| ---------------- | --------------------- | ---- | ------------------- | --------------------------------------- |
| 2015년 4월 3일   | 루이스 페리           | 패   | 1R KO               | Glory 20: 두바이                        |
| 2013년 2월 2일   | 윈 펭센               | 패   | 3R TKO              | 무림풍 vs 더 칸                         |
| 2012년 1월 15일  | 유양래                | 승   | 1R KO               | 더 칸 3                                 |
| 2009년 8월 2일   | 싱 자이딥             | 패   | 2R KO               | K-1 월드 GP 2009 seoul                  |
| 2009년 5월 23일  | 마르신 로잘스키       | 패   | 3R KO               | K-1 월드 GP 2009 lodz                   |
| 2008년 9월 27일  | 랜디 김               | 패   | 2R KO               | K-1 월드 GP 2008 final 16               |
| 2008년 7월 13일  | 우에하라 마코토       | 패   | 4R 연장 1분 25초 KO | K-1 월드 GP 2008 in taipei              |
| 2007년 9월 29일  | 제롬 르 밴너          | 패   | 1R 1분 54초 KO      | K-1 월드 GP 2007 final 16               |
| 2007년 8월 5일   | 모리 아키오           | 패   | 2R 48초 KO          | K-1 월드 GP 2007 in hongkong            |
| 2007년 2월 18일  | 카오클라이 카엔노르싱 | 패   | 4R 연장판정         | K-1 fighting network khan 2007 in seoul |
| 2006년 10월 14일 | 폴 랭거스             | 승   | 3R TKO              | Africa Bomba-yaa                        |
| 2006년 9월 16일  | 와타나베 다이스케     | 승   | 1R 1분 17초 KO      | K-1 fighting network khan 2006 in seoul |
| 2006년 6월 3일   | 리키 죠               | 승   | 1R 2분 27초 KO      | K-1 월드 GP 2006 in seoul               |

## 타이틀
2001년 태권도 한국대표 선발대회 헤비급에서 1위를 차지한 바 있다.